# El Escorial
El Escorial (celým názvem klášter a královské sídlo svatého Vavřince v El Escorialu, ve španělštině Monasterio y Real Sitio de San Lorenzo de El Escorial) je monumentální stavba, která sloužila jako královské sídlo a klášter, zasvěcený sv. Vavřinci z Escorialu na paměť vítězství Španělska nad Francií v bitvě u St. Quentinu (10. srpna 1557). Stavba stojí zhruba 45 km severozápadně od Madridu, na úpatí Sierra de Guadarrama v nadmořské výšce 1028 m. Nechal jej postavit španělský král Filip II., který se sám zajímal o architekturu od svých čtrnácti let a v letech 1563 až 1584 sám schvaloval většinu výzdoby interiérů.
El Escorial je jeden z nejvýznamnějších královských paláců v Evropě, který může konkurovat rozlohou i komplexností versailleskému zámku, ačkoliv na rozdíl od něj byl především klášterem a mauzoleem.
Escorial byl 2. listopadu 1984 zařazen na seznam světového dědictví UNESCO.
V roce 1971 se zde natáčel film Pošetilost mocných.

## Koncepce
Filip se původně snažil vytvořit důstojné mauzoleum pro španělské krále, jeho otcem Karlem V. počínaje. Jako ideální řešení se zdál být velkolepý klášter, zasvěcený Filipovu oblíbenému světci, sv. Vavřincovi, španělskému mučedníkovi. Traduje se dokonce, že pravoúhlý půdorys El Escorialu byl inspirován roštem, na kterém byl Vavřinec upálen, což ale nejspíš není pravda.
Stavba bylo koncipována sice především jakožto sakrální objekt, nicméně projekt byl navržen tak, aby Escorial mohl sloužit k mnoha dalším účelům. Významnou (asi čtvrtinovou) část zabírá královský palác. Další části sloužily vzdělání, a to jak světskému, tak i náboženskému, jak doporučil tridentský koncil všem velkým církevním institucím. Další místnosti byly vyčleněny pro návštěvníky a nemocnici se zotavovnou a velkou lékárnou.
Další funkce, na kterou byl brán zřetel už při vybírání pozemku pro stavbu, byla určena umístěním 1028 metrů nad mořem, na úpatí pohoří Sierra de Guadarrama: za úmorného léta se sem mohl přestěhovat královský dvůr, který trvale sídlil v Madridu.
Escorial byl postaven v poměrně strohém stylu pozdní renesance s náznaky tehdy se rodícího baroka. Přes poměrně velké územní provedení je Escorial nenápadně začleněn do krajiny. K nenápadnosti přispívá použití šedé místní žuly na obvodové zdi a citlivý výškový rozvrh. Dokonce průčelí hlavního bloku bylo ve své době kritizováno pro svou nenápadnost. Tito kritikové ale nepochopili záměr mistra, který se snažil vytvořit dynamické přechody mezi nenápadnými zdmi, dlážděnými terasami a rozsáhlými sady kolem Escorialu. O co nenápadnější je tato stavba zvenčí, o to zdobnější jsou interiéry.

## Výstavba

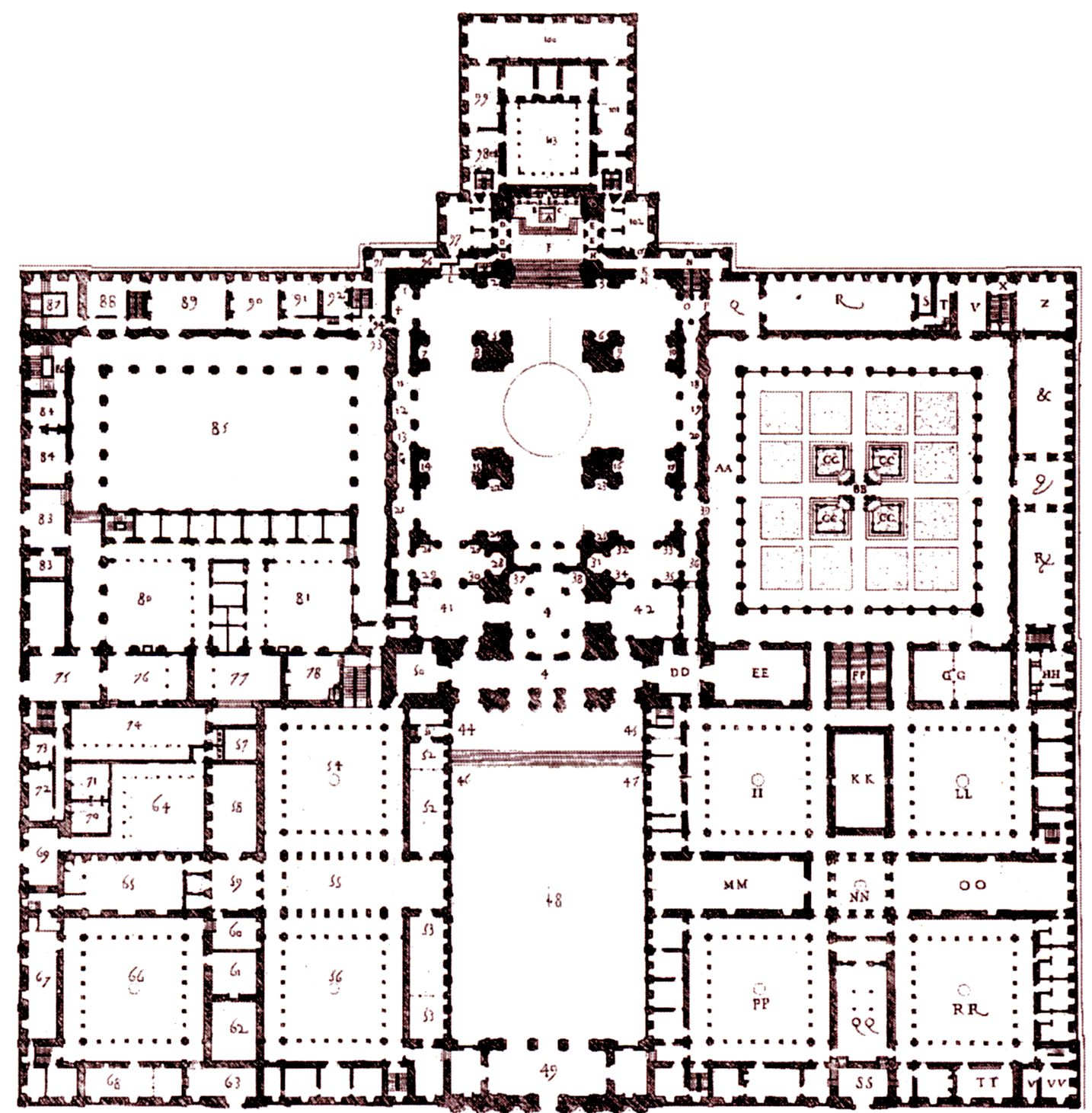
Půdorys kláštera

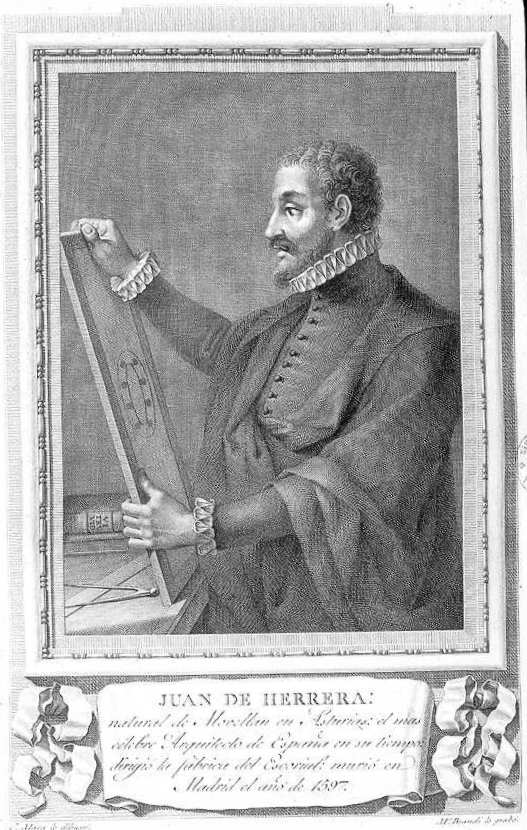
Druhý architekt Escorialu, Juan de Herrera, pracující pod vedením Juana Bautisty Alfonsise de Toledo

Díky pečlivosti současníka stavby mnicha Josého de Sigüenza existuje mnoho poměrně přesných informací o stavbě. Hlavním projektantem této stavby byl architekt Juan Bautista Alfonsis de Toledo. De Toledo se narodil okolo roku 1515 a zemřel 1567. V době zahájení stavby Escorialu už měl zkušenosti s velkými projekty, neboť jistou dobu pracoval jako druhý architekt při stavbě bazilice sv. Petra v Římě pod vedením Michelangela a později byl jedenáct let ve službách neapolského místokrále. Jako jeho pomocník a kreslíř zde pracoval Juan de Herrera.
Plán, jejž nakonec Filip II. schválil, počítá s pravoúhlým komplexem; délka delší strany (od severu k jihu) činí 204 m, kratší (od západu k východu) pak 160 m. Tento komplex byl obklopen terasami širokými 30 m, v západní části 60 m. De Toledo původně zamýšlel použít deset věží po obvodu komplexu, tato varianta byla nakonec při úpravách, které proběhly po zahájení stavebních prací mezi lety 1563 až 1564, změněna na čtyři věže po obvodu a dvě ve středu. Nicméně de Toledův půdorys byl v podstatě zachován.
Naopak výrazných změn doznal výškový rozvrh hned několikrát. První úpravy se týkaly ústřední stavby, klášterní baziliky, se uskutečnily v roce 1563 na popud italského architektonického poradce Francesca Paciotta z Urbina. O rok později král Filip odsouhlasil zvýšení počtu mnichů z 50 na 100 a bylo nutné navýšit stavbu o jedno patro.

### Po smrti Juana Bautisty Alfonsise de Toledo
V roce 1567 předčasně skonal hlavní architekt Juan Bautista Alfonsis de Toledo, čímž byla realizace projektu ohrožena. Naštěstí po něm zůstalo mnoho skic schválených Filipem a kompletní dřevěný model. Vedení stavby se ujímá profesionální voják a do této doby pomocný kreslíř, Juan de Herrera.
Z této doby pochází především výrazné projektové změny klášterní baziliky a velkého procesního schodiště. Je pravděpodobné, že tyto návrhy nevychází z pera de Herrery. De Toledův návrh baziliky zrevidoval Francesco Paciotto a schodiště bylo postaveno podle návrhu také italského architekta G. B. Castella z Bergama, jak tvrdí mnich José de Sigüenza, díky němuž existuje podrobný popis průběhu staveb. Sám de Herrera se přihlásil k návrhu střech.

### Praktické provedení
Na stavbě pracovali dělníci a řemeslníci, kteří byli zaměstnáváni samotným klášterem. Většina bydlela na svahu pod horou severně od stavby. Odměňováni byli buď za vykonanou práci, anebo v jiných obdobích na základě vypsaných výběrových řízení na konkrétní úkoly.
Na stavbu vnějších zdí byly použity přesně tesané kvádry místní guadarramské žuly. Žula byla dovážena z nedalekého lomu pomocí dvoukolých vozů. K tažení bylo používáno jednoho páru volů k jednomu vozu a na stavbě bylo dohromady 200 volů.

### Výzdobné práce

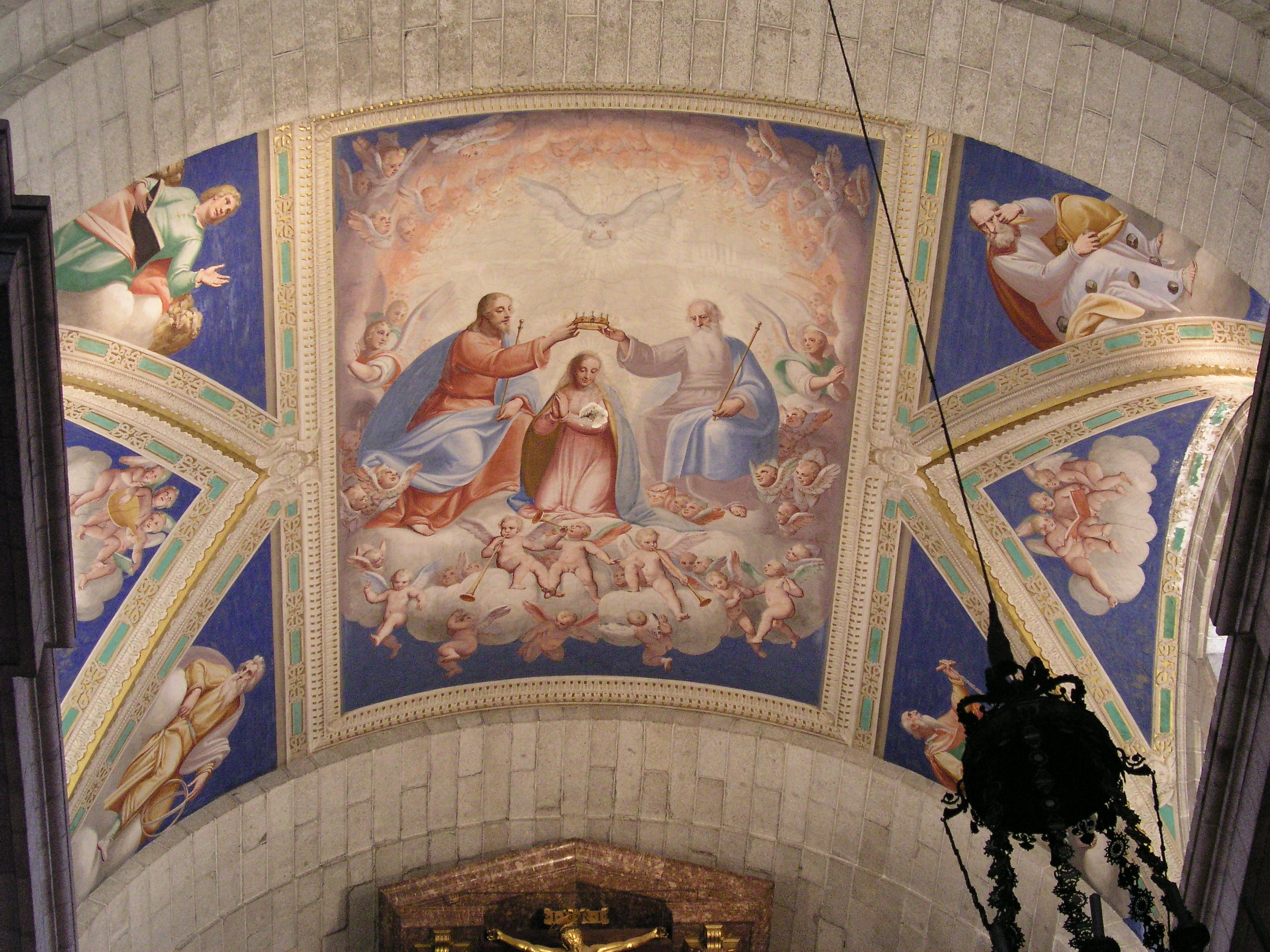
Malba nad oltářem

Na výzdobě Escorialu se podílelo mnoho významných malířů a sochařů, jako například El Greco, Tizian, Michelangelo, Velázquez, dále například Luca Cambiaso a Pellegrino Tibaldi. Velká část výzdoby byla vytvořena za Filipa II., nicméně další španělští panovníci se také podíleli na rozšiřování sbírek.
Velká důležitost byla přikládána vyzdobení baziliky. Původně měli všechny velké oltářní obrazy vytvořit Michelangelo nebo Tizian, což však nemohlo být realizováno kvůli zdravotnímu stavu a vysokému věku obou mistrů, přesahující osmdesát let, a výzdobou nakonec byli pověřeni méně věhlasní umělci. Například dvojice Cambiaso a Pelegrini vytvořila rozsáhlý cyklus fresek. V bazilice se také nachází oltářní obraz mučednické smrti sv. Vavřince od Tiziana a de Navarreteho. Obraz "Smrt sv. Mořice", který původně maloval El Greco však král Filip odmítl, protože byl málo duchovní.
Další významnou reprezentativní částí byly zahrady a terasy. O výsadbu rostlin a stromů se staral, ostatně jako o většinu úprav, sám král Filip ještě před dokončením kláštera, aby se lépe přizpůsobily prostředí.

## Části komplexu

### Bazilika

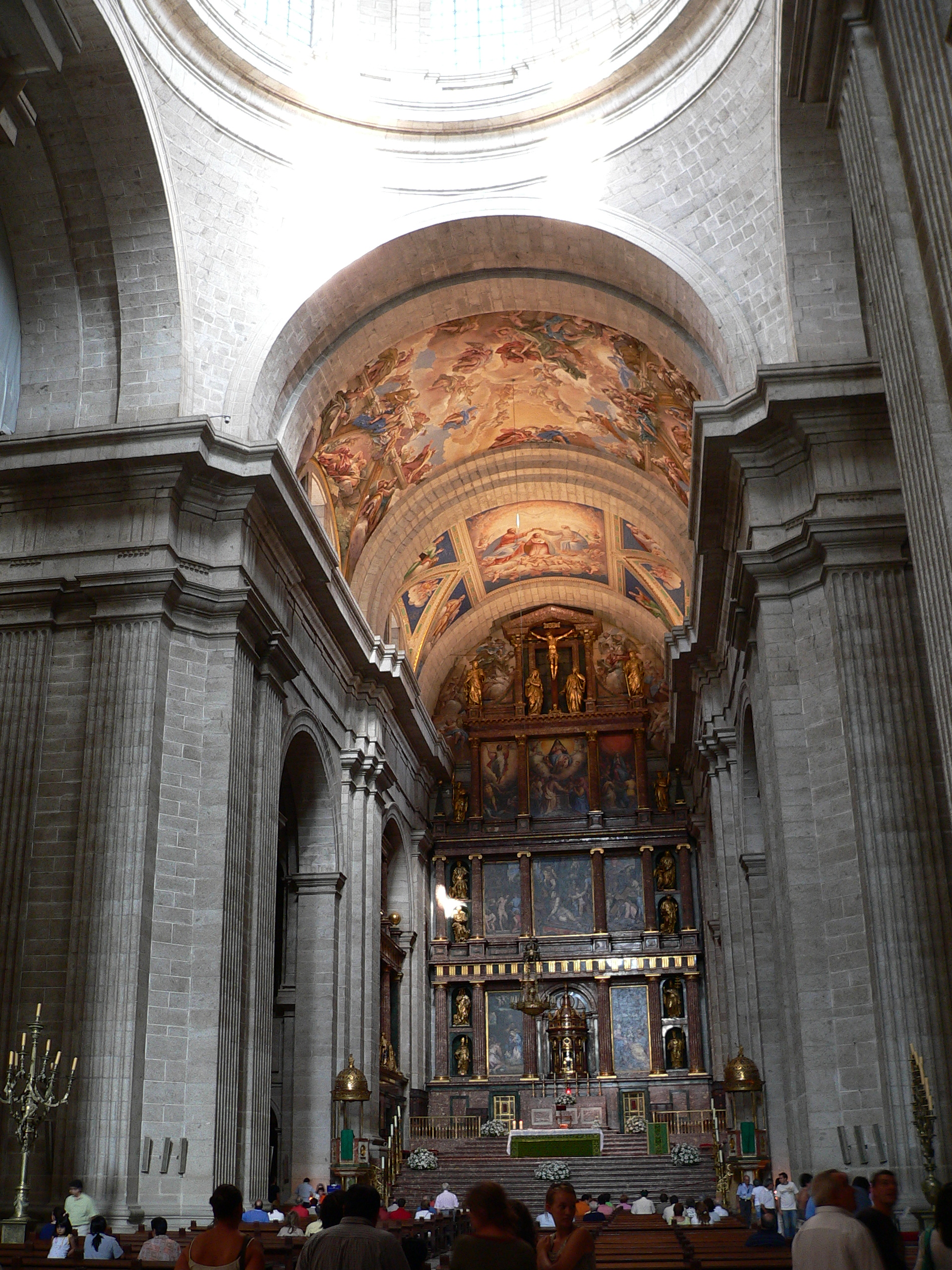
Kopule

Bazilika San Lorenzo el Real tvoří centrální část komplexu. Původně byla navržena, tak jako většina pozdně gotických chrámů v západní Evropě, na půdorysu latinského kříže s nejdelší hlavní lodí položenou od západu k východu. Tuto loď kolmo dělilo, přibližně ve třech čtvrtinách katedrály (blíže k hlavnímu oltáři), kratší břevno kříže. Tento návrh změnil de Herrera, když změnil půdorys z latinského na řecký kříž. S těmito úpravami došlo ke snížení zvonic na západní straně a poloviční kupole nad hlavním oltářem byla nahrazena velkou kruhovou kopulí, umístěnou nad střed řeckého kříže.

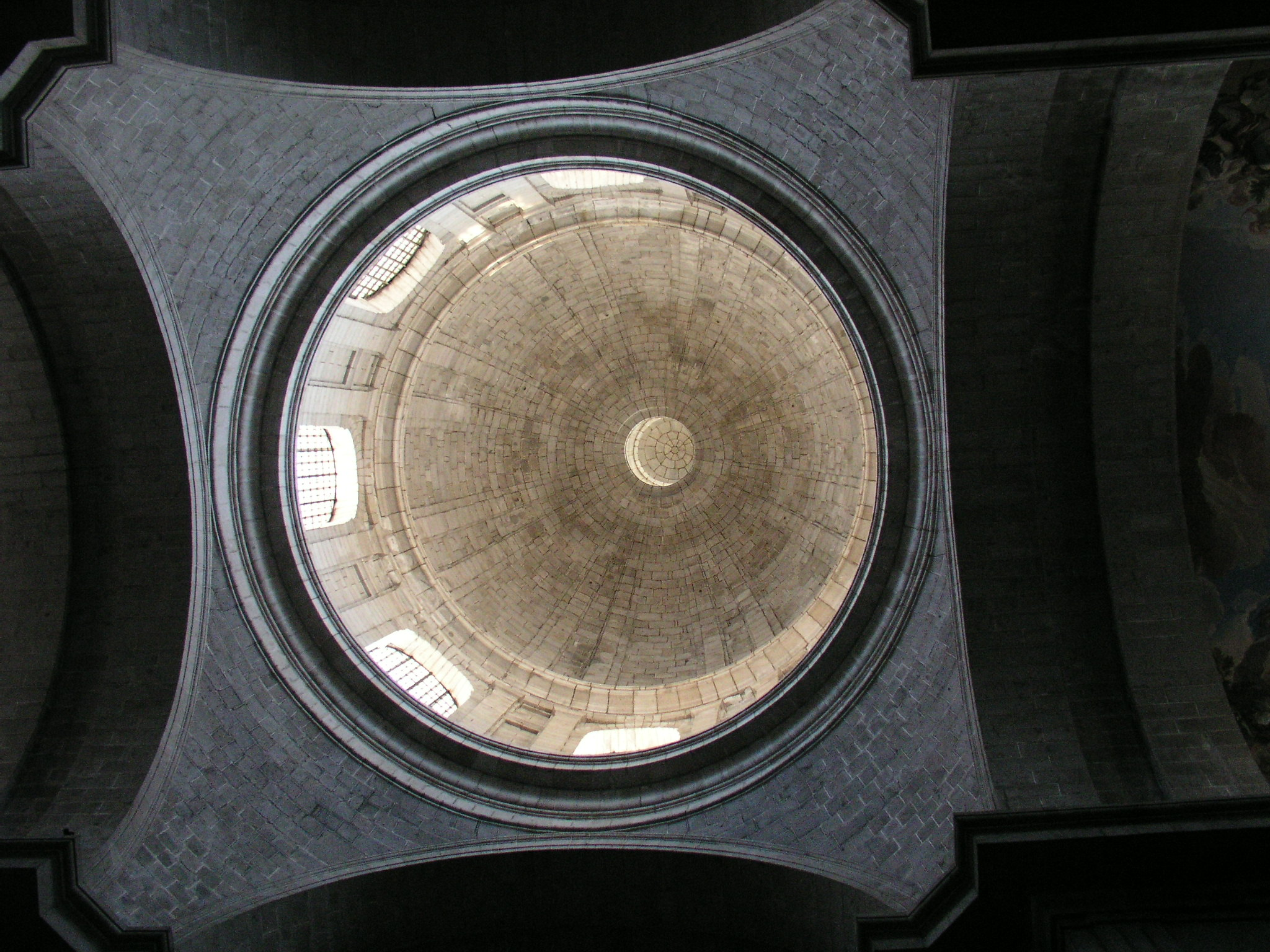
Kopule nad středem řeckého kříže v bazilice

Zkušenosti Juana Bautisty de Toledo se stavbou Svatopetrské baziliky v Římě se odrazily ve vzhledu baziliky v Escorialu. Ale oproti sv. Petru, který má hlavní kopuli podpíranou spřaženými zužujícími se korintskými sloupy s mnohým zdobením, je řešení podpěry ve sv. Vavřinci mnohem prostší, pomocí čtyř mohutných žulových bloků pod kopulí spojených jednoduchými románskými oblouky. Tento rozdíl projevuje přísnost a neoblomnost Španělské vlády a inkvizice.
Naproti tomu výzdoba hlavního oltáře symbolizuje velikou zbožnost Filipa. Jako podklad pro oltář je téměř dvacet osm metrů vysoká ozdobná stěna, vytvořená z červené žuly a jaspisu. Tato stěna je zdobena zlacenými bronzovými sochami od Leona Leoniho a dalšími posvátnými obrázky. Po obou stranách oltáře se nachází klečící členové rodiny Karlovy a Filipovi, také od Leoniho a syna Pompea. U paty oltáře se nachází schránka pro vlastní části náboženského obřadu, která byla navržena de Herrerou a je provedena v jaspisu a bronzu.
Filip chtěl aby hlavní obrazovou výzdobu vedli buď Michelangelo nebo Tizian, ale oba mistři v této době již byli pokročilého věku a chatrného zdraví. Proto se rozhodl pověřit touto prací jiné evropské umělce, kteří se u dvora snažili získat královskou přízeň.

### Knihovna

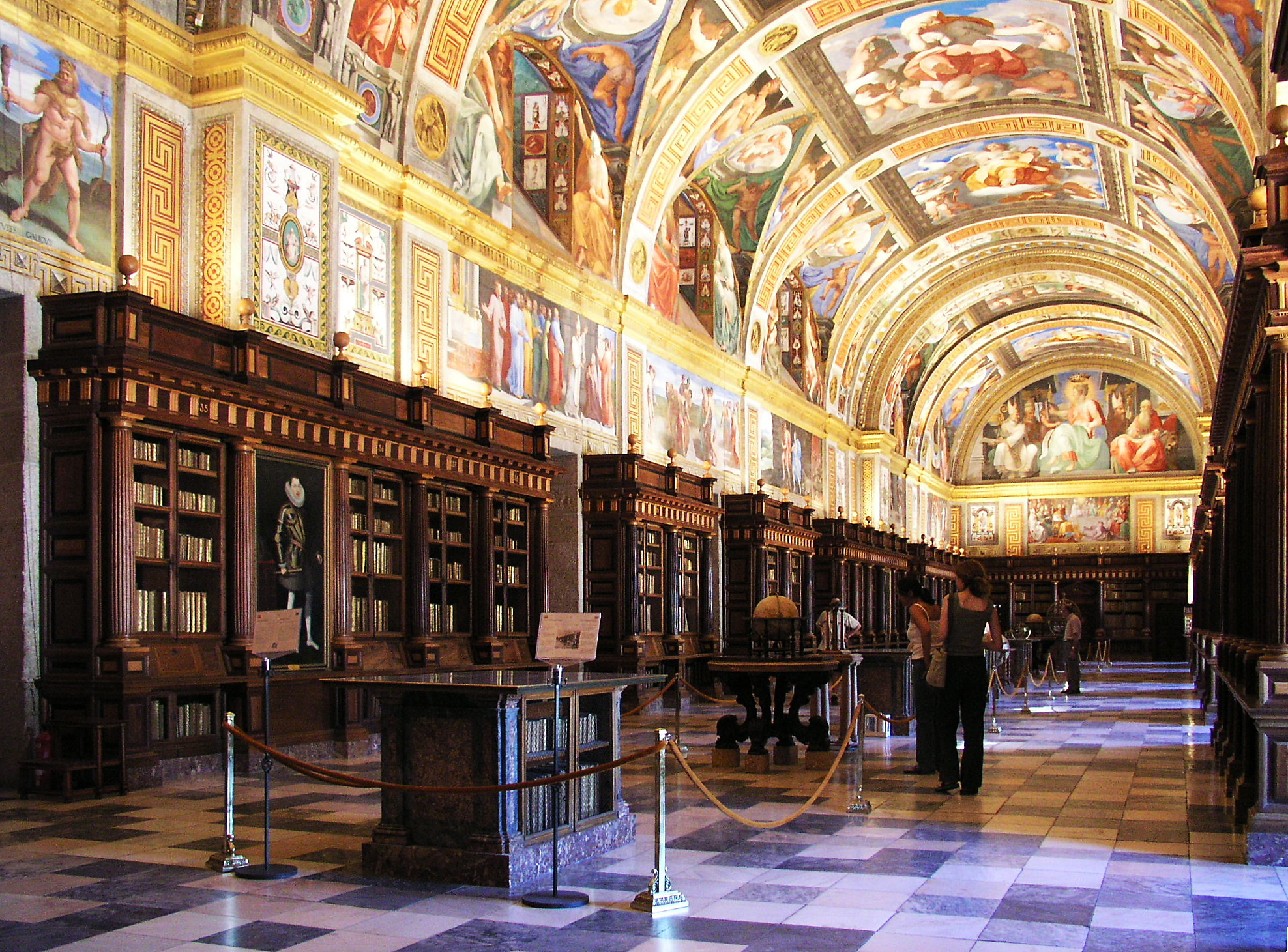
Knihovna v Escorialu

Jako v každém klášteře ani v El Escorialu nesměla chybět budova knihovny. Hlavní místnost knihovny má rozměry čtyřicet čtyři metry na délku, devět metrů šířku a deset na výšku, budova je vybavena zdobně vyřezávanými policemi. Budovu vlastní, ale i police na knihy navrhl de Herrera. Stropy byly vymalovány Pellegrinem Tibaldim. Jsou zde, na freskách, vyobrazeny výjevy na motivy sedmi svobodných umění, gramatiky, rétoriky, logiky, aritmetiky, geometrie, astronomie a hudby.
Filip do této knihovny nashromáždil přes 40 000 výtisků. Bylo zde možné najít knihy především z královy soukromé sbírky, ale král také zásoboval knihovnu velkým počtem těch nejlepších knih ze španělské i světové tvorby. Později Arias Montano utvořil reprezentační katalog s výběrem těch nejdůležitějších knih a dokonce v roce 1616 získal právo na jednu kopii každého takto publikovaného výtisku, ale není žádné evidence o nárokování tohoto práva.

### Královský palác Filipa II.

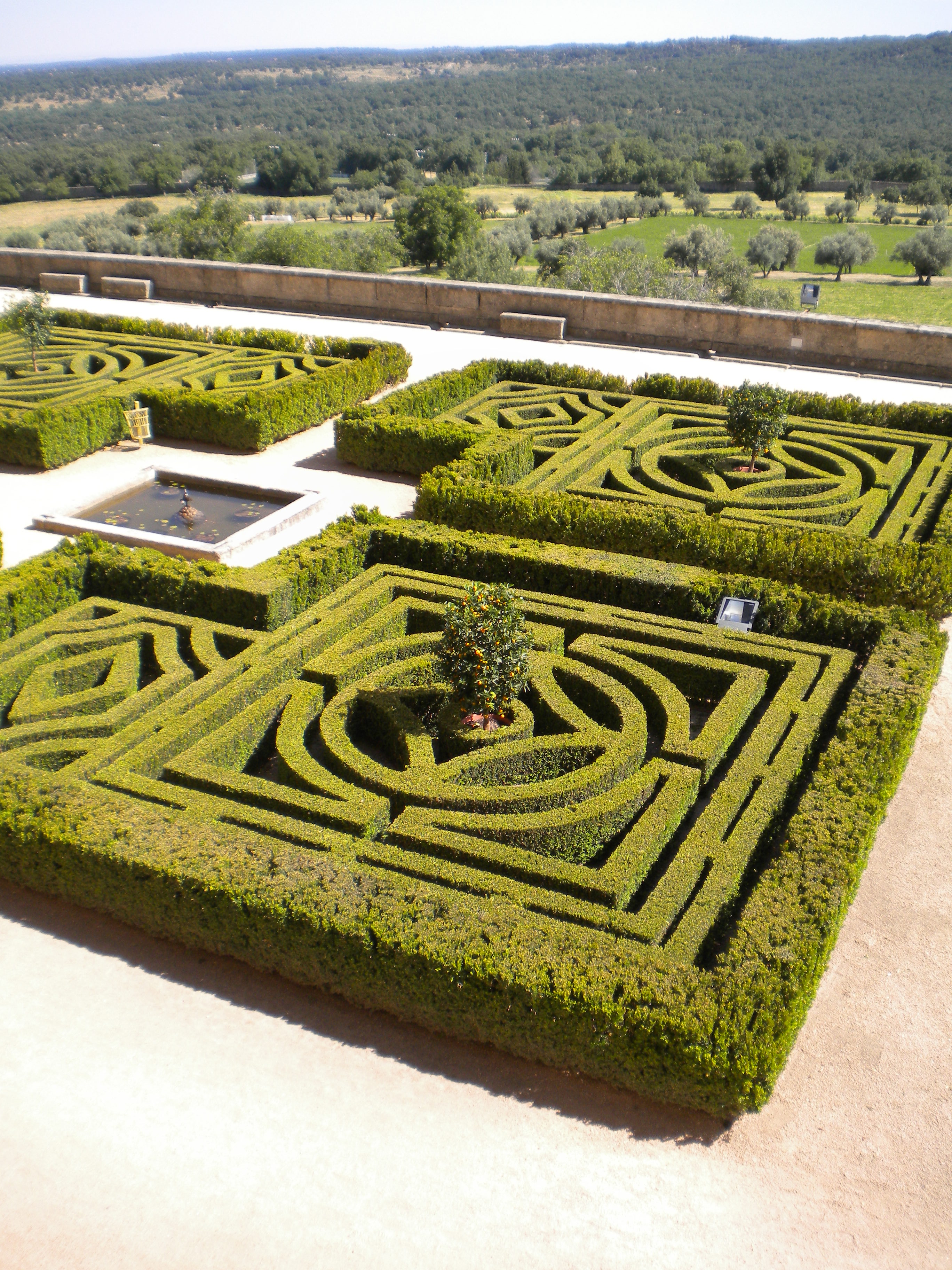
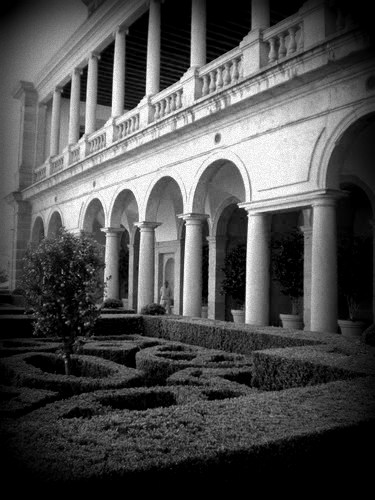
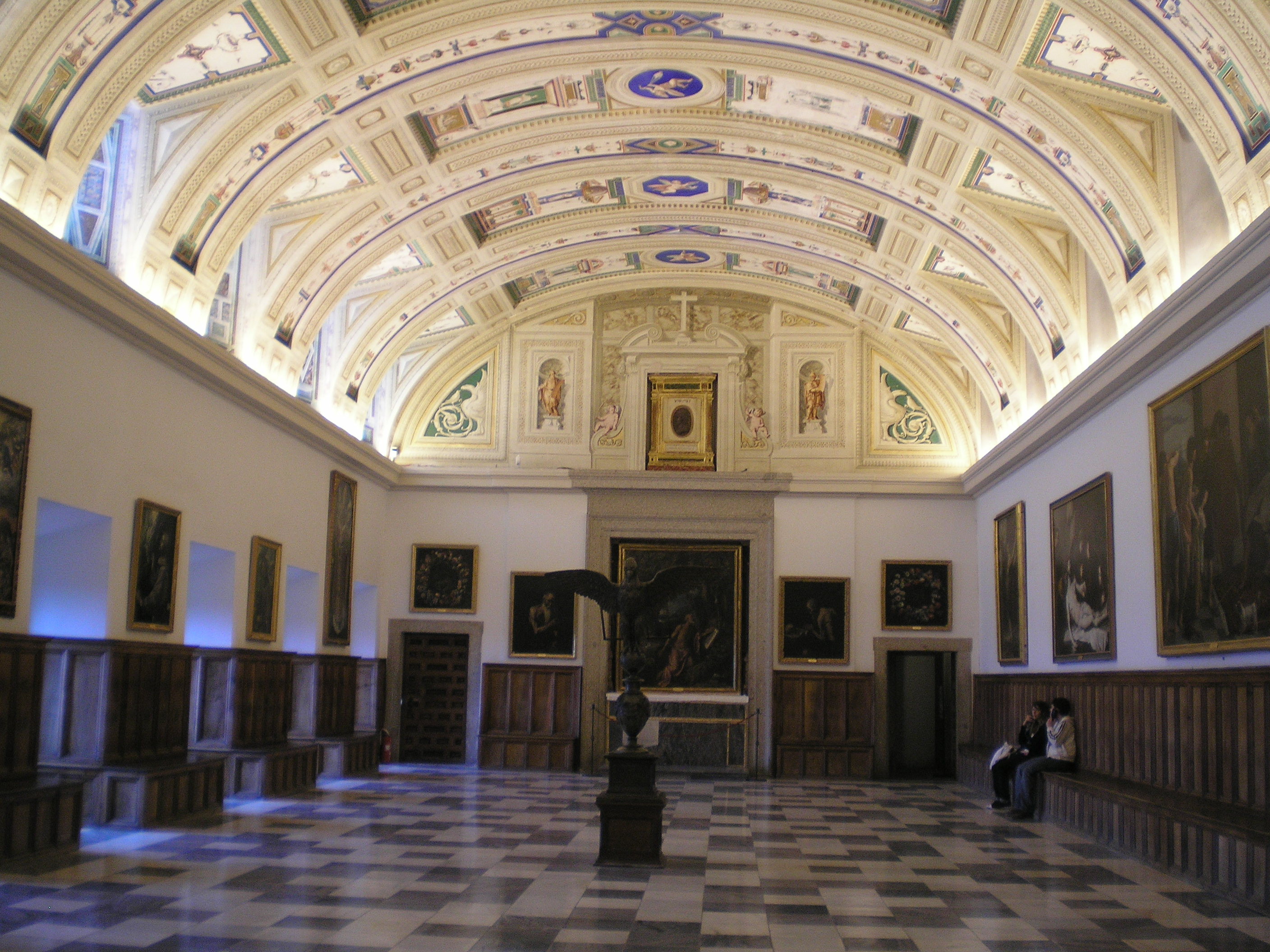

Královský palác byl postaven za bazilikou, vedle hlavního oltáře. Jeho palác sestával především z několika zdobených pokojů. Král Filip využíval okno obrácené do baziliky aby mohl pozorovat mše z postele když ho zastihl záchvat dny.

### Relikviář
Podle pravidel, schválených tridentským koncilem, o nakládání s ostatky svatých začal Filip II. sponzorovat největší relikviář v celém známém katolickém světě. Celá sbírka se skládala z přibližně 7 500 relikvií, které byly uschovány ve vyřezávaných relikviářích, které navrhl Juan de Herrera. Velké množství relikviářů pocházejí z řemeslné dílny Juana de Arfe Villafañe. Tyto schránky byly vyřezány do mnoha podob (například připomínají hlavy, ruce, nádoby pyramidovitého tvaru, rakve atd.) a jsou rozmístěny po celém klášteře, přičemž největší množství je jich uloženo v bazilice.